# جائزة الباسل
جائزة الشهيد باسل الأسد، هي جائزة تمنحها وزارة التعليم العالي في سوريا تكريمًا للطلاب الأوائل من الخريجين والأوائل على الصفوف ومنحهم مكافأة مالية.
يمنح رئيس كل جامعة من الجامعات السورية وبقرار منه فئات من الطلاب المتفوقين شهادة تفوق ومكافأة مالية على النحو التالي:
- أ- يمنح شهادة تفوق باسم (شهادة الشهيد باسل الأسد للتفوق الدراسي) مع:
  - مكافأة مالية مقدارها (100,000) ل.س للمتفوق الأول.
  - مكافأة مالية مقدارها (90,000) ل.س للمتفوق الثاني.
  - مكافأة مالية مقدارها (75,000) ل.س للمتفوق الثالث.

على ألا يقل معدل درجات نجاح أي منهم في السنة الانتقالية عن 70%.
- ب- الخريج الأول في كل كلية أو قسم أو فرع يمنح شهادة تفوق باسم (شهادة الشهيد باسل الأسد للخريج المتفوق) مع مكافأة مالية مقدارها (250,000) ل.س على ألا يقل معدل تخريجه العام عن 70%.